# Anacroneuria bolivari
Anacroneuria bolivari és una espècie d'insecte plecòpter pertanyent a la família dels pèrlids.

## Descripció
- L'adult és principalment groguenc amb les vores del pronot de color marró i taques a la part basal de l'abdomen.
- Les ales anteriors de la femella fan 25 mm de llargària, la qual cosa li proporciona 54 mm d'envergadura alar.[5]

## Hàbitat
En el seu estadi immadur és aquàtic i viu a l'aigua dolça, mentre que com a adult és terrestre i volador.

## Distribució geogràfica
Es troba a Sud-amèrica: Colòmbia.